# Sabine Städing
Sabine Städing (* 1965 in Hamburg) ist eine Autorin von Kinderbüchern.

## Leben
Sabine Städing brachte nach ihrem Abitur zusammen mit Freunden zunächst ein Punk-Fanzine (Plastik) heraus und absolvierte eine Ausbildung als Schifffahrtskauffrau. Inzwischen ist sie ausgebildete Yoga-Lehrerin und arbeitet in der Erwachsenenbildung. Sie lebt mit ihrer Familie im Hamburger Umland.

## Auszeichnungen
- 2014 LovelyBooks Leserpreis 2. Platz der Kategorie Kinderbuch für Petronella Apfelmus – Verhext und festgeklebt[3]
- 2015 Leipziger Lesekompass, Kategorie 6–10 Jahre für Petronella Apfelmus – Verhext und festgeklebt[4]

## Werke (Auswahl)

### Magnolia-Steel-Reihe
- Magnolia Steel – Hexendämmerung (2012) Boje ISBN 978-3-414-82326-7
- Magnolia Steel – Hexenflüstern (2013) Boje ISBN 978-3-414-82353-3
- Magnolia Steel – Hexennebel (2014) Boje ISBN 978-3-414-82376-2

### Petronella-Apfelmus-Reihe
- Petronella Apfelmus – Verhext und festgeklebt (Band 1), (2014) Boje ISBN 978-3-414-82399-1
- Petronella Apfelmus – Zauberschlaf und Knallfroschchaos (Band 2), (2015) Boje ISBN 978-3-414-82415-8
- Petronella Apfelmus – Schneeballschlacht und Wichtelstreiche (Band 3), (2015) Boje ISBN 978-3-414-82427-1
- Petronella Apfelmus – Zauberhut und Bienenstich (Band 4), (2016) Boje ISBN 978-3-414-82454-7
- Petronella Apfelmus – Hexenbuch und Schnüffelnase (Band 5), (2017) Boje ISBN 978-3-414-82488-2
- Petronella Apfelmus – Schnattergans und Hexenhaus (Band 6), (2018) Boje ISBN 978-3-414-82514-8
- Petronella Apfelmus – Hexenfest und Waldgeflüster (Band 7), (2019) Boje ISBN 978-3-414-82546-9
- Petronella Apfelmus – Zaubertricks und Maulwurfshügel(Band 8), (2020) Boje ISBN 978-3-414-82579-7
- Petronella Apfelmus – Eismagie und wilde Wichte (Band 9), (2021) Boje ISBN 978-3-414-82618-3
- Petronella Apfelmus – weihnachtliche Geschichten aus dem Apfelhaus (Band 10), (2022) Baumhaus ISBN 978-3414826619
- Petronella Apfelmus – Burggespenst und Hexensümpfe (Band 11), (2023) Baumhaus ISBN 978-3833907883
- Petronella Apfelmus – Zauberei und Eulenschrei (Band 12), (2024) Baumhaus ISBN 978-3833909320

#### Für Erstleser
- Petronella Apfelmus – Überraschungsfest für Lucius: Erstleser (2017) Boje ISBN 978-3-414-82475-2
- Petronella Apfelmus – Wer schleicht denn da durchs Erdbeerbeet?: Erstleser. Band 2 (2020) Boje ISBN 978-3-414-82565-0

### Foxgirls-Reihe
- FOXGIRLS (2015) cbt ISBN 978-3-570-16379-5
- FOXGIRLS – Magie liegt in der Luft (2016) cbt ISBN 978-3-570-16447-1

### Johnny-Sinclair-Reihe
- Johnny Sinclair – Beruf: Geisterjäger (2017) Baumhaus ISBN 978-3-8339-0467-7
- Johnny Sinclair – Dicke Luft in der Gruft (2018) Baumhaus ISBN 978-3-8339-0539-1
- Johnny Sinclair – Die Gräfin mit dem eiskalten Händchen (2018) Baumhaus ISBN 978-3-8339-0568-1

### Die Stoffis
- Die Stoffis – Auf plüschigen Sohlen (Band 1), (2022) Baumhaus ISBN 978-3-414-82614-5
- Die Stoffis – Alle für einen (Band 2), (2022) Baumhaus ISBN 978-3-414-82657-2
- Die Stoffis – Pitschnass und flauschig (Band 3), (2023) Baumhaus ISBN 978-3-414-82684-8

### Weitere Werke
- Anna und die flüsternden Stimmen, (2012) Boje ISBN 978-3-414-82114-0
- Achtung, Übernachtung!: Das Geheimnis um das blaue Gespenst , (2020) Planet! ISBN 978-3-522-50683-0